# Сарбайське залізорудне родовище
Сарбайське залізорудне родовище — розташоване у Кустанайській області Казахстану. Загальні запаси руд 520 млн т при вмісту заліза в руді 42,14 %. Розробляється Соколовсько-Сарбайським гірничо-збагачувальним комбінатом, який з 1996 р. відновив свою роботу.